# Lewis Morgan
Lewis Morgan (Greenock, 30 settembre 1996) è un calciatore scozzese, centrocampista o ala dei N.Y. Red Bulls e della nazionale scozzese.

## Carriera

### Club
Cresciuto nel settore giovanile dei Rangers, si è poi trasferito al St. Mirren, con cui il 27 settembre 2014, a soli 17 anni, ha esordito in prima squadra, nella partita di campionato persa per 1-2 contro il Celtic. Dopo essersi messo in mostra con i Saints, il 5 gennaio 2018 viene acquistato a titolo definitivo dal Celtic, legandosi ai Bhoys fino al 2022; rimane tuttavia in prestito al club di Paisley fino al termine della stagione.
Il 31 gennaio 2020 passa a titolo definitivo all'Inter Miami.

### Nazionale
Ha debuttato con la nazionale under-21 scozzese il 28 marzo 2017, nell'amichevole pareggiata per 0-0 contro l'Estonia.
Nel 2018 ha giocato 2 partite in nazionale maggiore.

## Statistiche

### Presenze e reti nei club
Statistiche aggiornate al 31 gennaio 2019.
| Stagione              | Club                  | Campionato            | Campionato | Campionato | Coppe nazionali | Coppe nazionali | Coppe nazionali | Coppe continentali | Coppe continentali | Coppe continentali | Supercoppe | Supercoppe | Supercoppe | Totale | Totale |
| Stagione              | Club                  | Comp                  | Pres       | Reti       | Comp            | Pres            | Reti            | Comp               | Pres               | Reti               | Comp       | Pres       | Reti       | Pres   | Reti   |
| --------------------- | --------------------- | --------------------- | ---------- | ---------- | --------------- | --------------- | --------------- | ------------------ | ------------------ | ------------------ | ---------- | ---------- | ---------- | ------ | ------ |
| 2014-2015             | St. Mirren            | PL                    | 8          | 0          | CS+CdL          | 0+0             | 0               | -                  | -                  | -                  | -          | -          | -          | 3      | 0      |
| 2015-2016             | St. Mirren            | SC                    | 18         | 1          | CS+CdL          | 0+1             | -               | -                  | -                  | -                  | SCC        | 3          | 0          | 22     | 1      |
| 2016-2017             | St. Mirren            | SC                    | 33         | 6          | CS+CdL          | 4+4             | 2+1             | -                  | -                  | -                  | SCC        | 5          | 1          | 46     | 10     |
| 2017-2018             | St. Mirren            | SC                    | 35         | 14         | CS+CdL          | 2+4             | 1+2             | -                  | -                  | -                  | SCC        | 1          | 1          | 42     | 18     |
| Totale St. Mirren     | Totale St. Mirren     | Totale St. Mirren     | 94         | 21         |                 | 15              | 6               |                    | -                  | -                  |            | 9          | 2          | 118    | 29     |
| 2018-gen. 2019        | Celtic                | SP                    | 9          | 0          | SC+CdL          | 0+1             | 0               | UCL+UEL            | 1+2                | 0                  | -          | -          | -          | 13     | 0      |
| gen.-giu. 2019        | Southampton           | SP                    | 17+3       | 1+0        | SC+CdL          | 0               | 0               | -                  | -                  | -                  | FLT        | 2          | 1          | 22     | 2      |
| 2019-gen. 2020        | Celtic                | SP                    | 5          | 0          | SC+CdL          | 0+3             | 0               | UCL+UEL            | 6+4                | 0+2                | -          | -          | -          | 18     | 2      |
| Totale Celtic         | Totale Celtic         | Totale Celtic         | 14         | 0          |                 | 4               | 0               |                    | 13                 | 2                  |            | -          | -          | 31     | 2      |
| 2020                  | Inter Miami           | MLS                   | 20+1       | 5+0        | -               | -               | -               | -                  | -                  | -                  | MisB       | 3          | 0          | 24     | 5      |
| 2021                  | Inter Miami           | MLS                   | 34         | 2          | -               | -               | -               | -                  | -                  | -                  | -          | -          | -          | 34     | 2      |
| Totale Inter Miami    | Totale Inter Miami    | Totale Inter Miami    | 54+1       | 7          |                 | -               | -               |                    | -                  | -                  |            | 3          | 0          | 58     | 7      |
| 2022                  | N.Y. Red Bulls        | MLS                   | 32+1       | 14+1       | USOC            | 4               | 3               | -                  | -                  | -                  | -          | -          | -          | 37     | 18     |
| 2023                  | N.Y. Red Bulls        | MLS                   | 5          | 0          | USOC            | 0               | 0               | -                  | -                  | -                  | LC         | 1          | 0          | 6      | 0      |
| Totale N.Y. Red Bulls | Totale N.Y. Red Bulls | Totale N.Y. Red Bulls | 37+1       | 14+1       |                 | 4               | 3               |                    | -                  | -                  |            | 1          | 0          | 43     | 18     |
| Totale carriera       | Totale carriera       | Totale carriera       | 221        | 44         |                 | 23              | 9               |                    | 13                 | 2                  |            | 15         | 3          | 272    | 58     |

### Cronologia presenze e reti in nazionale
| Cronologia completa delle presenze e delle reti in nazionale ― Scozia | Cronologia completa delle presenze e delle reti in nazionale ― Scozia | Cronologia completa delle presenze e delle reti in nazionale ― Scozia | Cronologia completa delle presenze e delle reti in nazionale ― Scozia | Cronologia completa delle presenze e delle reti in nazionale ― Scozia | Cronologia completa delle presenze e delle reti in nazionale ― Scozia | Cronologia completa delle presenze e delle reti in nazionale ― Scozia | Cronologia completa delle presenze e delle reti in nazionale ― Scozia |
| Data                                                                  | Città                                                                 | In casa                                                               | Risultato                                                             | Ospiti                                                                | Competizione                                                          | Reti                                                                  | Note                                                                  |
| --------------------------------------------------------------------- | --------------------------------------------------------------------- | --------------------------------------------------------------------- | --------------------------------------------------------------------- | --------------------------------------------------------------------- | --------------------------------------------------------------------- | --------------------------------------------------------------------- | --------------------------------------------------------------------- |
| 30-5-2018                                                             | Lima                                                                  | Perù                                                                  | 2 – 0                                                                 | Scozia                                                                | Amichevole                                                            | -                                                                     | 72’                                                                   |
| 3-6-2018                                                              | Città del Messico                                                     | Messico                                                               | 1 – 0                                                                 | Scozia                                                                | Amichevole                                                            | -                                                                     | 80’                                                                   |
| 7-6-2024                                                              | Glasgow                                                               | Scozia                                                                | 2 – 2                                                                 | Finlandia                                                             | Amichevole                                                            | -                                                                     | 79’                                                                   |
| 23-6-2024                                                             | Stoccarda                                                             | Scozia                                                                | 0 – 1                                                                 | Ungheria                                                              | Euro 2024 - 1º turno                                                  | -                                                                     | 89’                                                                   |
| 5-9-2024                                                              | Glasgow                                                               | Scozia                                                                | 2 – 3                                                                 | Polonia                                                               | UEFA Nations League 2024-2025 - 1º turno                              | -                                                                     | 82’                                                                   |
| 8-9-2024                                                              | Lisbona                                                               | Portogallo                                                            | 2 – 1                                                                 | Scozia                                                                | UEFA Nations League 2024-2025 - 1º turno                              | -                                                                     | 87’                                                                   |
| 15-10-2024                                                            | Glasgow                                                               | Scozia                                                                | 0 – 0                                                                 | Portogallo                                                            | UEFA Nations League 2024-2025 - 1º turno                              | -                                                                     | 67’                                                                   |
| Totale                                                                |                                                                       | Presenze                                                              | 7                                                                     |                                                                       | Reti                                                                  | 0                                                                     |                                                                       |

| Cronologia completa delle presenze e delle reti in nazionale ― Scozia under 21 | Cronologia completa delle presenze e delle reti in nazionale ― Scozia under 21 | Cronologia completa delle presenze e delle reti in nazionale ― Scozia under 21 | Cronologia completa delle presenze e delle reti in nazionale ― Scozia under 21 | Cronologia completa delle presenze e delle reti in nazionale ― Scozia under 21 | Cronologia completa delle presenze e delle reti in nazionale ― Scozia under 21 | Cronologia completa delle presenze e delle reti in nazionale ― Scozia under 21 | Cronologia completa delle presenze e delle reti in nazionale ― Scozia under 21 |
| Data                                                                           | Città                                                                          | In casa                                                                        | Risultato                                                                      | Ospiti                                                                         | Competizione                                                                   | Reti                                                                           | Note                                                                           |
| ------------------------------------------------------------------------------ | ------------------------------------------------------------------------------ | ------------------------------------------------------------------------------ | ------------------------------------------------------------------------------ | ------------------------------------------------------------------------------ | ------------------------------------------------------------------------------ | ------------------------------------------------------------------------------ | ------------------------------------------------------------------------------ |
| 28-3-2017                                                                      | Paisley                                                                        | Scozia under 21                                                                | 0 – 0                                                                          | Estonia under 21                                                               | Amichevole                                                                     | -                                                                              |                                                                                |
| 5-9-2017                                                                       | Paisley                                                                        | Scozia under 21                                                                | 2 – 0                                                                          | Paesi Bassi under 21                                                           | Qual. Europeo Under-21 2019                                                    | -                                                                              |                                                                                |
| 6-10-2017                                                                      | Middlesbrough                                                                  | Inghilterra under 21                                                           | 3 – 1                                                                          | Scozia under 21                                                                | Qual. Europeo Under-21 2019                                                    | -                                                                              |                                                                                |
| 10-10-2017                                                                     | Liepāja                                                                        | Lettonia under 21                                                              | 0 – 2                                                                          | Scozia under 21                                                                | Qual. Europeo Under-21 2019                                                    | -                                                                              |                                                                                |
| 10-11-2017                                                                     | Perth                                                                          | Scozia under 21                                                                | 1 – 1                                                                          | Lettonia under 21                                                              | Qual. Europeo Under-21 2019                                                    | -                                                                              |                                                                                |
| 14-11-2017                                                                     | Perth                                                                          | Scozia under 21                                                                | 0 – 2                                                                          | Ucraina under 21                                                               | Qual. Europeo Under-21 2019                                                    | -                                                                              |                                                                                |
| 24-3-2018                                                                      | Andorra la Vella                                                               | Andorra under 21                                                               | 1 – 1                                                                          | Scozia under 21                                                                | Qual. Europeo Under-21 2019                                                    | 1                                                                              |                                                                                |
| Totale                                                                         |                                                                                | Presenze                                                                       | 7                                                                              |                                                                                | Reti                                                                           | 1                                                                              |                                                                                |

## Palmarès

### Club

#### Competizioni nazionali
- Scottish Championship: 1

St. Mirren: 2017-2018
- Coppa di Lega scozzese: 2

Celtic: 2018-2019, 2019-2020